# Браттон Тауншип (округ Міффлін, Пенсільванія)
Браттон Тауншип (англ. Bratton Township) — селище (англ. township) в США, в окрузі Міффлін штату Пенсільванія. Населення — 1191 особа (2020).

## Демографія
Згідно з переписом 2010 року, у селищі мешкало 1317 осіб у 512 домогосподарствах у складі 381 родини. Було 660 помешкань
Расовий склад населення:
| - 98,5 % — білих - 0,2 % — чорних або афроамериканців - 0,1 % — корінних американців |

До двох чи більше рас належало 1,1 %. Частка іспаномовних становила 0,5 % від усіх жителів.
За віковим діапазоном населення розподілялося таким чином: 23,1 % — особи молодші 18 років, 59,9 % — особи у віці 18—64 років, 17,0 % — особи у віці 65 років та старші. Медіана віку мешканця становила 44,1 року. На 100 осіб жіночої статі у селищі припадало 103,6 чоловіків;  на 100 жінок у віці від 18 років та старших — 101,0 чоловіків також старших 18 років.
Середній дохід на одне домашнє господарство  становив 55 664 долари США (медіана — 46 346), а середній дохід на одну сім'ю — 62 317 доларів (медіана — 55 000). Медіана доходів становила 37 384 долари для чоловіків та 32 941 долар для жінок. За межею бідності перебувало 9,0 % осіб, у тому числі 16,1 % дітей у віці до 18 років та 3,3 % осіб у віці 65 років та старших.
Цивільне працевлаштоване населення становило 676 осіб. Основні галузі зайнятості: освіта, охорона здоров'я та соціальна допомога — 23,8 %, виробництво — 18,3 %, будівництво — 8,6 %, роздрібна торгівля — 7,7 %.